# Экстрём, Виктор
Виктор Арвид Экстрём (швед. Victor Arvid Ekström; род. 28 января 2003, Стокгольм) — шведский футболист, защитник «Сириуса».

## Клубная карьера
Является воспитанником «Броммапойкарны», где выступал за различные команды академии и юношеские команды клуба. В январе 2023 года перешёл в «Тебю». В его составе дебютировал 2 апреля во взрослом футболе в матче первого дивизиона с «Питео». За год пребывания в клубе принял участие в общей сложности в 27 матчах.
19 марта 2024 года подписал пятилетний контракт с «Сириусом». В его составе дебютировал в чемпионате Швеции 1 июня в матче против «Норрчёпинга», появившись на поле на 86-й минуте вместо Малькольма Йенга.

## Клубная статистика
| Выступление      | Выступление      | Выступление      | Лига | Лига | Кубки | Кубки | Конт. кубки | Конт. кубки | Итого | Итого |
| Клуб             | Лига             | Сезон            | Игры | Голы | Игры  | Голы  | Игры        | Голы        | Игры  | Голы  |
| ---------------- | ---------------- | ---------------- | ---- | ---- | ----- | ----- | ----------- | ----------- | ----- | ----- |
| Тебю             | Дивизион 1       | 2023             | 27   | 0    | 0     | 0     | 0           | 0           | 27    | 0     |
| Тебю             | Итого            | Итого            | 27   | 0    | 0     | 0     | 0           | 0           | 27    | 0     |
| Сириус           | Алльсвенскан     | 2024             | 1    | 0    | 0     | 0     | 0           | 0           | 1     | 0     |
| Сириус           | Итого            | Итого            | 1    | 0    | 0     | 0     | 0           | 0           | 1     | 0     |
| Всего за карьеру | Всего за карьеру | Всего за карьеру | 28   | 0    | 0     | 0     | 0           | 0           | 28    | 0     |